# Навід Афкарі
Навід Афкарі — іранський борець, якого уряд Ісламської Республіки Іран засудив до смертної кари та стратив за вбивство, яке сталося під час іранських протестів 2018 року. Його брати Вахід і Хабіб були засуджені до 54 та 27 років відповідно до тієї ж справи. Поки Афкарі зізнався у вбивстві, пізніше він заявив, що це було вимушене зізнання, коли його піддавали тортурам, щоб зробити фальшиве зізнання.